# Far beyond these castle walls

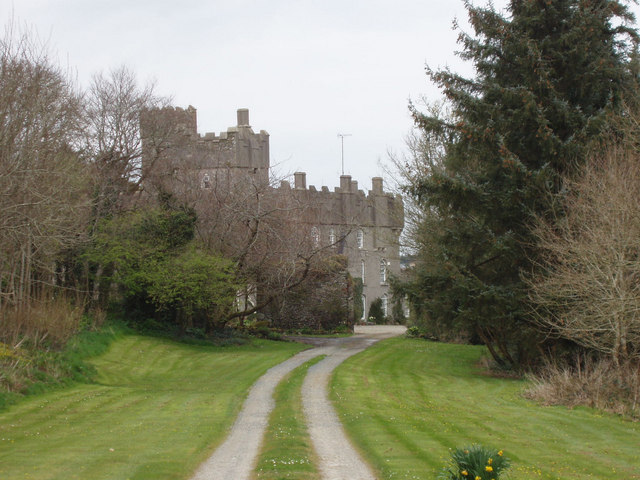
Bargy Castle, zoals afgebeeld op de achterkant van de platenhoes

Far beyond these castle walls is het debuutalbum van Chris de Burgh. Het album werd onder leiding van muziekproducent en geluidstechnicus Robin Geoffrey Cable opgenomen in de Ramport en AIR geluidsstudio’s in Londen. Het album staat vol met luisterliedjes. Het album haalde nergens de albumlijsten, alhoewel er een aantal bekende musici meededen (b.v. Philip Goodhand-Tait en Ray Jackson). De titel, vrij vertaald Ver buiten deze kasteelmuren, verwijst naar het kasteel waar De Burgh toen woonde: Bargy Castle.

## Musici
- Chris de Burgh – zang, akoestische gitaar, synthesizer
- Ray Glynn – gitaar
- B.J. Cole – slideguitar
- Ray Jackson – mandoline, mondharmonica
- Brian Odgers – basgitaar
- Chris Lawrence – contrabas
- Ronnie Leahy – toetsinstrumenten
- Philip Goodhand-Tait – harmonium
- Ken Freeman - synthesizer
- Lennox Laington – percussie
- Barry de Souza – slagwerk
- Madeleine Bell, Liza Strike, Joy Yates - achtergrondzang
- Richard Hewson – arrangement The key, Turning round
- Del Newman – arrangement Hold on, Satin green shutters
- Chris Hughes – arrangementen (synthesizer) koperblazers

## Muziek
| Nr. | Titel                | Duur |
| --- | -------------------- | ---- |
| 1.  | Hold on              | 4:02 |
| 2.  | The key              | 4:06 |
| 3.  | Windy night          | 4:54 |
| 4.  | Sin city             | 4:36 |
| 5.  | New moon             | 4:56 |
| 6.  | Watching the world   | 3:31 |
| 7.  | Lonesome cowboy      | 4:21 |
| 8.  | Satin green shutters | 5:02 |
| 9.  | Turning around       | 6:22 |
| 10. | Goodnight            | 2:06 |